# Manuel Pertegaz
Manuel Pertegaz Ibáñez est un couturier espagnol, né à Olba (province de Teruel) le 18 mai 1918, et mort  à Barcelone le 30 août 2014.

## Biographie
Manuel Pertegaz Ibáñez est né en 1917 ou 1918 selon les sources. Ses parents s'installent à Barcelone durant son enfance. Il entre comme apprenti chez un tailleur. Pertegaz ouvre sa propre maison de couture en 1942. En 1948, il inaugure un 2d atelier à Madrid. Pertegaz ouvre des magasins de prêt-à-porter. En 1953, il se rend pour la première fois aux États-Unis et obtient une reconnaissance internationale. Ses modèles défilent dans le pavillon espagnol à l'occasion de la Foire internationale de New York,. Les créations du styliste espagnol ont été portées par des célébrités comme Ava Gardner, Audrey Hepburn, ou encore Jackie Kennedy,. En 1957, la société Christian Dior lui propose de succéder au grand couturier français décédé. Pertegaz commercialise des parfums à partir de 1965. Le styliste créé sa première collection masculine en 1997. Une rétrospective lui est consacrée en 2004 au musée national centre d'art Reina Sofía. La même année, il réalise la robe de mariée de Letizia Ortiz, qui devient par la suite reine d'Espagne.

## Récompenses
En 1998, il reçoit la Médaille d'or du mérite des beaux-arts par le Ministère de l'Éducation, de la Culture et des Sports.
Pertegaz reçoit en 2009 le Premio Nacional de Diseño de Moda (Prix national du design).